# レミングス (アルバム)
『レミングス』は、ジンの1枚目のフルアルバム。

## 概要
2007年2月28日に発売された。「雷音」「マラカイト」「解読不能」の3枚のシングル曲などを収録した初のフルアルバム。タイトル曲の他にも、「メイ」や「トーン・ジギ」など、ライブで発売前から既に披露された楽曲も収録されている。シングルカップリング曲の中では『マラカイト』収録の「もしも」のみがアルバム未収録となっている。
昨今のアーティストの作品制作方針において、コンセプトをもって制作を行うパターンが多い中でこの作品はコンセプトを全く持たず、曲を作り収録しながらアルバムの存在意義を決めたという。ちなみにタイトルに冠しているレミングスとは、集団自殺するとして知られているレミング（タビネズミ）のことである。
『雷音』カップリング曲の「四季彩彩」「26」はOther sideとしてアルバムバージョンで新録される。楽曲の相違点としては、「四季彩彩」はイントロがシングルバージョンよりも短い。また、「片瞑り」はアウトロにSEが収録されており、シングルバージョンよりも尺が長い。
発売前に、同アルバムを店頭試聴して応募するとひぃたんの直筆サイン入りイラストが当たるというキャンペーンが店舗限定で実施された。また、タワーレコードでは先着購入特典として特製のノートが付属した。

## 収録曲
全作詞・作曲・編曲：ジン
1. レミングス
2. 四季彩彩 Other side
3. 26 Other side
4. トーン・ジギ
5. √135
6. みこと
7. 解読不能
8. マラカイト
9. メイ
10. 雷音
11. Someday
12. 片瞑り
13. 薄夕湖